# Claude Blair
Pour les articles homonymes, voir Blair.
Claude Blair, né le 30 novembre 1922 à Chorlton-cum-Hardy et mort le 21 février 2010 à Epsom, est un conservateur de musée et spécialiste britannique des armes et armures européennes.
Il est le père de l'historien John Blair (en).